# Responsible Child
Pour plus de détails, voir Fiche technique et Distribution.
Responsible Child (litt.  « Enfant responsable ») est un téléfilm britannique co-produit et réalisé par Nick Holt, diffusé en 2019.
Il s'agit d'une histoire vraie sur l'affaire de Jerome Ellis, 14 ans, et son frère, Joshua, 23 ans, qui, en 2013, ont assassiné leur beau-père de plusieurs coups de couteau, alors qu'il dormait sur le canapé familial, à Guildford, dans le Surrey,.

## Synopsis
Ray (Billy Barratt), 12 ans, et son frère, Nathan (James Tarpey), 23 ans, sont arrêtés pour avoir poignardé le petit ami de leur mère. Quelles que soient les circonstances qui ont conduit un enfant à tuer ? La loi est claire : la responsabilité pénale des mineurs, en Angleterre et au Pays de Galles, est de 10 ans, et Ray doit être jugé par un tribunal pour adultes.

## Fiche technique
Sauf indication contraire, les informations mentionnées dans cette section peuvent être confirmées par la base de données cinématographiques IMDb,  présente dans la section « Liens externes ».
- Titre original : Responsible Child
- Réalisation : Nick Holt
- Scénario : Sean Buckley
- Musique : Adrian Johnston
- Direction artistique : Heather Mort et Boadicea Shouls
- Décors : Tom Bowyer
- Costumes : Charlie Jones
- Photographie : Nick Cooke
- Montage : Matthew Gray
- Production : Elinor Day
- Production déléguée : Ayela Butt, Nick Holt, Katie McAleese, Mark Raphael, Lucy Richer et Karen Wilson
- Coproduction : Alex Streeter
- Sociétés de production : Kudos ; 72 Films (coproduction)
- Société de distribution : British Broadcasting Corporation
- Pays de production :  Royaume-Uni
- Langue originale : anglais
- Format : couleur
- Genre : drame
- Durée : 90 minutes
- Date de première diffusion : Royaume-Uni : 16 décembre 2019 sur BBC Two

## Distribution
- Billy Barratt : Ray
- Michelle Fairley : Kerry Stephens, l'avocate
- Tom Burke : William Ramsden, l'avocat
- Stephen Campbell Moore : Dr Johann Keaton, le psychologue
- Owen McDonnell : Pete
- Debbie Honeywood : Veronica, la mère
- Shaun Dingwall : Scott, le beau-père
- Angela Wynter : Grace
- James Tarpey : Nathan
- Neal Barry : Kevin
- Tina Harris : la sergent Lucas
- Kirsten Wright : Serena
- Zachary Barnfield : Christie
- Matthew Aubrey : Gary
- Zita Sattar : Sam Delaney
- Stephen Boxer : le juge Walden
- Heather Bleasdale : Fran
- Jay Villiers : Tim
- Natasha Joseph : Amber Lyndon
- Buddy Skelton : Liam
- Hasan Dixon : Clerk
- Tor Clark : la jurée Forewoman

## Production
En fin octobre 2019, on apprend que la chaîne BBC Two a commandé le téléfilm Responsible Child, adapté d'un fait réel, que le scénario est écrit par Sean Buckley et que Billy Barratt, Michelle Fairley, Tom Burke, Stephen Campbell Moore, Owen McDonnell, Shaun Dingwall, Debbie Honeywood, Angela Wynter et James Tarpey y participent en tant qu'acteurs principaux.

## Distinctions

### Récompenses
- International Emmy Awards 2020[5] :
  - Meilleur acteur pour Billy Barratt
  - Meilleur téléfilm

### Nominations
- BAFTA Awards 2020[5] : meilleur drame unique
- Broadcast Awards 2021[5] : meilleur drame unique
- National Film Awards 2020[5] : meilleur acteur débutant pour Billy Barratt